# ロマンの泉美術館
ロマンの泉美術館（ろまんのいずみびじゅつかん）は、1993年に新潟県西蒲原郡弥彦村に設立され、2009年に閉館した美術館である。収蔵品はオーナー経営者で元館長であった第二書房代表伊藤文學のコレクションで、フランツ・フォン・バイロスなどの19世紀の蔵書票を中心にしていた。アンティークの調度品を内装に使用した豪華なフレンチレストランも併設し、また結婚式を行うことも可能であった。

## 歴史
- 1993年11月3日 - 伊藤文學の私費で開館に至る。なおこれ以前に、弥彦村が妻の故郷である関係で、伊藤は弥彦の丘美術館にて世界初のバイロス展を行ったことがあった。
- 2005年12月 - 伊藤の編集発行していた『薔薇族』が休刊となった関係で閉館となる。
- 2006年3月 - 地元企業である株式会社ヨネカが経営を引き継ぎ、再オープンを果たす。
- 2009年5月31日 - ヨネカの経営不振のため再閉館となる。

## 旧所在地
- 新潟県西蒲原郡弥彦村上泉込道1025

## 関連書籍
- 『扉を開けたら』伊藤文學著、1994年　ロマンの泉美術館刊 - 新潟日報に連載されたエッセイ集。